# Hartenstein (Saxônia)
Hartenstein é um município da Alemanha, situado no distrito de Zwickau, no estado da Saxônia. Tem 36,72 km² de área, e sua população em 2019 foi estimada em 4.540 habitantes.